# Karl Hägele (Politiker, 1902)
Karl Walter Hägele (* 12. Mai 1902 in Bietigheim; † 25. April 1949 in Neuenbürg) war ein deutscher Jurist und Politiker.

## Leben
Als Sohn eines Fabrikanten geboren, studierte Hägele Rechtswissenschaften in Tübingen. Während seines Studiums wurde er 1922 Mitglied der burschenschaftlichen Tübinger Königsgesellschaft Roigel. 1930 wurde er zum Dr. iur. promoviert und trat in die württembergische Innenverwaltung ein. 1931 wurde er Regierungsrat bei Oberamt Neuenbürg, war aber ab 1930 als Amtsverweser im Oberamt Besigheim tätig und ging 1931 als Amtsverweser ans Oberamt Heilbronn und 1932 ans Oberamt Tuttlingen. Nachdem er zuvor Mitglied der DDP gewesen war, trat er zum 1. Mai 1933 der NSDAP bei (Mitgliedsnummer 3.428.807). Im selben Jahr wurde er Regierungsrat am Oberamt Balingen, war 1934 als kommissarischer Ortsvorsteher Bürgermeister von Schwäbisch Gmünd und wurde 1936 Regierungsrat im Innenministerium. Er wurde Amtsverweser und später Landrat im Landkreis Calw, ab 1938 war er zugleich Amtsverweser in Nagold. Diese Ämter gab er 1945 auf und war für einige Zeit in Tübingen bei der Landesdirektion des Inneren Württemberg-Hohenzollern tätig. Bis zu seinem Tod war er als Rechtsanwalt tätig.